# Kraven the Hunter (Film)
Kraven the Hunter ist ein amerikanischer Superheldenfilm, der auf der gleichnamigen Figur aus den Marvel Comics basiert und von Columbia Pictures in Zusammenarbeit mit Marvel Studios produziert wurde. Es ist der sechste Film in Sony’s Spider-Man Universe (SSU). Der Film wurde von J. C. Chandor nach einem Drehbuch von Art Marcum und Matt Holloway sowie Richard Wenk inszeniert und zeigt Aaron Taylor-Johnson in der Titelrolle neben Ariana DeBose, Russell Crowe, Fred Hechinger und Alessandro Nivola.
Die Weltpremiere war am 10. Dezember 2024 in New York City im AMC Lincoln Square.

## Handlung
Nach dem Suizid seiner Mutter werden Sergei Kravinoff und sein Halbbruder Dmitri von ihrem Vater Nikolai Kravinoff mitgenommen, um bei der Großwildjagd „stark“ zu werden, um in Zukunft die illegalen Geschäfte des Vaters zu übernehmen. Im Norden Tansanias stellt Sergei sich vor seinen Bruder, um ihn vor einen gefürchteten Löwen zu schützen. Doch dieser wird scheinbar von den Augen des Löwen so in seinen Bann gezogen, dass er sein Gewehr nicht abfeuert – er wird schwerverletzt. Der Löwe bringt ihn daraufhin zu einem Mädchen namens Calypso, die ihn mit einem Serum ihrer Großmutter heilt und Rettung ruft, wobei sie die Tarotkarte „Die Kraft“ bei ihm lässt. Sergei entdeckt bald, dass seine körperlichen Eigenschaften animalisch geworden sind. Als Nikolai enthüllt, dass er den Löwen getötet hat, um seinen Söhnen eine Lektion zu erteilen, flieht der angewiderte und mit neuer Kraft ausgestattete Sergei in die russische Taiga; ein Naturschutzgebiet, das seiner Mutter einst gehörte.
Sechzehn Jahre später ist Sergei, der sich jetzt Kraven nennt, ein Selbstjustizler, der Verbrecher jagt. Nachdem er einen Waffenhändler in einem russischen Gefängnis mit dem Zahn eines Tigerteppichs getötet hat, reist Kraven zu Dmitris Geburtstag nach London. Ihr Wiedersehen ist nur von kurzer Dauer, als Söldner Dmitri entführen. Als Nikolai sich weigert, das Lösegeld zu zahlen, um nicht schwach zu wirken, macht Kraven Calypso ausfindig, die jetzt als Anwältin arbeitet, und überzeugt sie, ihm zu helfen. In der Zwischenzeit verliert Dmitri einen Finger an seine Entführer und trifft den Mann, der hinter allem steckt: Aleksei Sytsevich. Dieser nahm an einem Experiment teil, das ihm 10-fache Kraft, das hybridartige Aussehen eines Nashorns und den Spitznamen The Rhino (Das Nashorn) verlieh. Die Verwandlung ist jedoch so schmerzhaft, dass er immer einen Rucksack mit einem Medikament bei sich trägt, das ihm ein menschliches Aussehen ermöglicht. Aleksei schlägt Dmitri ein Bündnis vor, um Nikolai zu stürzen, dieser lehnt ab. Als Aleksei Kravens familiäre Verbindung zu Dmitri entdeckt, lockt er ihn in ein türkisches Kloster, doch Kraven überlebt den Hinterhalt.
Aleksei und The Foreigner verfolgen Kraven und Calypso bis zu Kravens Zufluchtsort und stellen Kraven einen Hinterhalt. The Foreigner hypnotisiert und betäubt Kraven mit Neurotoxin und greift an. Doch Calypso tötet ihn mit einer Armbrust und erweckt Kraven wieder mit einem Serum ihrer Großmutter. Anschließend findet Kraven die einzige Schwachstelle von The Rhino: Der Zugang des Medikamentenschlauchs, nachdem er ihn verletzt, erledigt eine Büffelstampede den Rest. Das Nashorn wird getötet.
Kraven stellt fest, dass sein Vater Nikolai derjenige war, der Aleksei seine Existenz offenbart hat, und sucht bei ihm nach Antworten. Nikolai enthüllt, dass er wusste, dass Aleksei ihn im Visier hatte und seine Söhne manipulierte, um ihn zu beseitigen. Also lässt Kraven seinen Vater von einem Bären töten, nachdem er zuvor heimlich alle Kugeln aus den vorhandenen Gewehren genommen hat.
Ein Jahr später besucht Kraven Dmitri und ist schockiert, dass er freiwillig das kriminelle Imperium seines Vaters geerbt hat. Dmitri, der von dem Arzt, der zuvor auch Das Nashorn zu verantworten hatte, die Fähigkeit zur Gestaltwandlung erhalten hat, ist nun Das Chamäleon. Dmitri erklärt seinem Bruder, dass Nikolai und Kraven trotz seiner Behauptung, moralisch überlegen zu sein, dieselben sind: Jäger auf der Suche nach ihrer nächsten großen Trophäe. Zu Hause findet Kraven eine Notiz von Nikolai und eine Weste, die aus der Haut und der Mähne, des vor langer Zeit getöteten Löwen, der den jungen Kraven verletzte, hergestellt wurde. Kraven zieht sie an, setzt sich bequem auf einen thronartigen Stuhl und blickt entschlossen in den Spiegel.

## Produktion
Regisseur Sam Raimi plante, die Marvel-Comic-Figur Kraven the Hunter in seinen vierten Spider-Man-Film aufzunehmen, bevor dieses Projekt zugunsten eines Neustarts des Franchise mit The Amazing Spider-Man (2012) abgebrochen wurde. Sony Pictures kündigte im Dezember 2013 Pläne für The Amazing Spider-Man 2 (2014) an, ein gemeinsames Universum zu schaffen – inspiriert vom Marvel Cinematic Universe (MCU) – basierend auf den Marvel-Eigenschaften, an denen sie die Rechte hielten. Kraven wurde in diesem Film gehänselt, und sein Regisseur Marc Webb bekundete Interesse daran, die Figur im Film zu sehen. Im Februar 2015 kündigten Sony und Marvel Studios eine neue Partnerschaft an, um den Film Spider-Man: Homecoming (2017) gemeinsam zu produzieren und die Spider-Man-Figur in Marvels MCU zu integrieren. Sony kündigte im Mai 2017 ihr eigenes gemeinsames Universum an, „Sony’s Spider-Man Universe“. Sony beabsichtigte, dass dies eine „Ergänzung“ zu ihren MCU Spider-Man-Filmen sein sollte, die Spider-Man-bezogene Eigenschaften beginnend mit Venom (2018) enthalten. Das Studio erwog einen Kraven-Film für das Universum. Bevor er erfuhr, dass Sony die Filmrechte für Kraven hatte, hoffte Regisseur Ryan Coogler, die Figur wegen eines Kampfes zwischen Black Panther und Kraven in Christopher Priests Black Panther-Comic-Buchreihe in seinen MCU-Film Black Panther (2018) aufzunehmen.
Richard Wenk wurde im August 2018 beauftragt, ein Drehbuch für Kraven the Hunter zu schreiben, einen Monat nach der erfolgreichen Veröffentlichung von Sonys The Equalizer 2, das er geschrieben hatte. Das Projekt wurde als „das nächste Kapitel“ von Sonys gemeinsamem Universum in Rechnung gestellt. Wenk wurde beauftragt, Kraven dem Publikum vorzustellen und herauszufinden, welchen Charakter er im Film jagen könnte, da Spider-Man, der in den Comics als Kravens „weißer Wal“ gilt, aufgrund des MCU-Deals wahrscheinlich nicht erscheinen würde. Ob der Film ein erwachsenes Publikum ansprechen würde, würde von der Reaktion des Publikums auf Venoms dunkleren Ansatz abhängen. Im Oktober sagte Wenk, er „knacke“ die Geschichte und den Ton des Films, bevor er mit dem Drehbuch beginne. Er beabsichtigte, sich an die Comic-Überlieferung der Figur zu halten, unter anderem indem er Kraven im Kampf gegen Spider-Man zeigte. Wenk sagte, Sony beabsichtige, die Handlung des Comics „Kravens letzte Jagd“ zu adaptieren, und es gebe anhaltende Diskussionen darüber, ob dies in diesem oder einem späteren Film geschehen solle. Wenk verglich den letzteren Ansatz mit dem zweiteiligen Film Kill Bill. Er bekundete Interesse daran, dass Equalizer-Regisseur Antoine Fuqua dem Film beitritt; Fuqua überlegte, bei Sonys Marvel-basiertem Film Morbius (2022) Regie zu führen, und würde sich auf der Grundlage des Drehbuchs für die Regie bei Kraven entscheiden. Sony bestätigte, dass im März 2019 ein Film mit Kraven in Entwicklung war.
Jon Watts, Regisseur von Homecoming und seiner Fortsetzung Spider-Man: Far From Home (2019), bekundete Interesse daran, Kraven in einem potenziellen dritten Spider-Man-Film zu zeigen, der innerhalb des MCU spielt; Watts stellte Spider-Man-Star Tom Holland einen Film vor, in dem Peter Parker / Spider-Man gegen Kraven antrat, aber diese Idee wurde zugunsten der Geschichte von Spider-Man: No Way Home (2021) aufgegeben. Bis August 2020 hatten Art Marcum und Matt Holloway das Drehbuch neu geschrieben. Zu dieser Zeit trat J. C. Chandor in Gespräche ein, um die Regie zu übernehmen, während Matt Tolmach und Avi Arad als Produzenten festgelegt wurden. Amy Pascal fungiert auch als Produzentin. Chandor wurde im Mai 2021 als Regisseur bestätigt, als Aaron Taylor-Johnson für die Hauptrolle als Kraven gecastet wurde. Sony hatte sich zuvor an Schauspieler wie Brad Pitt, Keanu Reeves, John David Washington und Adam Driver für die Rolle gewandt, aber Sony-Führungskräfte entschieden sich schnell, Taylor-Johnson zu besetzen, nachdem sie von frühen Aufnahmen von ihm „umgehauen“ worden waren (im Film Bullet Train (2022)). Taylor-Johnson begann die Verhandlungen kurz nach einem ersten Telefonat mit Chandor und Tolmach. Im Juli war Jodie Turner-Smith Berichten zufolge in Gesprächen, um Kravens Liebesinteresse, Calypso, darzustellen. Im Oktober dieses Jahres sagte Holland, er und Pascal hätten darüber gesprochen, dass er möglicherweise seine Rolle als Spider-Man in dem Film wiederholen könnte.

## Veröffentlichung
Kraven the Hunter sollte am 30. August 2024 in den USA im IMAX in die Kinos kommen. Der Starttermin wurde im Juli 2023 aufgrund des Streiks der Schauspielergewerkschaft SAG-AFTRA um elf Monate verschoben; vorher war der 6. Oktober 2023 für den Kinostart vorgesehen. Ursprünglich war er für den 13. Januar 2023 geplant. Der Film ist am 12. Dezember 2024 veröffentlicht worden.
Im Dezember 2022 unterzeichnete Sony einen langfristigen Vertrag mit dem in Kanada ansässigen Streaming-Dienst Crave für seine Filme ab April 2023 nach den Kino- und Home-Media-Fenstern der Filme. Crave unterzeichnete für die „Pay-One“-Fenster-Streaming-Rechte, zu denen auch Kraven the Hunter gehörte.
Am 20. Juni 2023 wurde ein erster Trailer zum Film veröffentlicht. Im August 2024 wurde der Final Trailer veröffentlicht.

## Synchronisation
Die deutschsprachige Synchronisation entstand bei Iyuno Germany nach einem Dialogbuch und unter der Dialogregie von Björn Schalla.
| Rolle                                | Darsteller           | Synchronsprecher  |
| ------------------------------------ | -------------------- | ----------------- |
| Sergei Kravinoff / Kraven the Hunter | Aaron Taylor-Johnson | Marius Clarén     |
| Sergei Kravinoff / Kraven the Hunter | Levi Miller (jung)   | Oliver Szerkus    |
| Dmitri Kravinoff / Chamäleon         | Fred Hechinger       | Sebastian Fitzner |
| Aleksei Sytsevich / Rhino            | Alessandro Nivola    | Matthias Klimsa   |
| Nikolai Kravinoff                    | Russell Crowe        | Martin Umbach     |
| The Foreigner                        | Christopher Abbott   | Johannes Raspe    |

## Auszeichnungen
Goldene Himbeere 2025
- Nominierung als Schlechteste Neuverfilmung oder billigster Abklatsch
- Nominierung für das Schlechteste Drehbuch (Richard Wenk, Art Marcum & Matt Holloway)
- Nominierung als Schlechteste Nebendarstellerin (Ariana DeBose, auch für Argylle)

## Zukunft
Taylor-Johnson verpflichtete sich, Kraven in mehreren Filmen zu spielen.